# Торсионни полета
Торсио́нните полета (известни като аксионни (на английски: axion), спинови (на английски: spin), спинорни (на английски: spinor) или микролептонни (на английски: microlepton полета) са елемент от теория на енергията, в която спинът на частиците се свързва с възможността за излъчване на частици без маса и енергия, които да пренасят информация през вакуум със скорост, надвишаваща с порядъци скоростта на светлината. Названието произхожда от на френски: torsion – усукване, или от на латински: torsio със същото значение, а терминологията е въведена от Ели Картан (на френски: Élie Joseph Cartan) през 1922 г. Макар че експерименталните опити за намирането на торсионни полета не са донесли резултати, теорията става основа за многобройни псевдонаучни теории и твърдения (лечебна вода, обработена с торсионно поле, торсионна система за диагностика, за търсене на полезни изкопаеми и др.).
Съвременната физика разглежда торсионните полета като чисто хипотетичен обект, без принос в наблюдаваните физически ефекти.

## История
В средата на 80-те години в СССР е разгърната програма по експериментално изучаване на „торсионните полета“ под ръководството на Държавния комитет за наука и технологии (ДКНТ) на СССР: отначало секретна (при активното участие на КГБ и Министерство на отбраната на СССР), и от 1989 до 1991 г. – явна. Главен организатор на явните изследвания отначало е Центърът по нетрадиционни технологии (от 1989 до 1991 г.), а след това – МНТЦ „Вент“ (Център за Нетрадиционни Технологии (ЦНТ) при ДКНТ на СССР с ръководител А. Е. Акимов)). Акимов използва концепцията за торсионните полета във феноменологична концепция за т.нар. „EGS-състояния“. Други автори по темата са Генадий Шипов – в неговата „Теория на физическия вакуум“ и В. Л. Дятлов – при разработката на „поляризационен модел на физическия вакуум“.
Акимов и Шипов получават финансиране за своите изследвания от руското Министерство на науката от 1992 до 1995 и от Министерство на отбраната от 1996 до 1997. След като са разобличени в измама от Комисията по борба с лъженауката и фалшификацията на научните изследвания те продължават работата си в обстановка на секретност като частно предприятие „Международный институт теоретической и прикладной физики“ (по-късно ЮВИТОР).